# Železniční trať Nikšić–Bileća
Železniční trať Nikšić–Bileća (srbochorvatsky v latince Željeznička pruga Nikšić–Bileća, v cyrilici Жељезничка пруга Никшић–Билећа) je bývalá úzkorozchodná železniční trať, která spojovala tato dvě města v bývalé Jugoslávii mezi lety 1938-1965.
Železniční trať o rozchodu 760 mm, která by spojila druhé největší město Černé Hory s jihobosenskou Bilećou přes hercegovinské město Trebinje, byla plánována již od 20. let 20. století. Na své trase o délce 71 km trať překonávala masivní horské hřebeny i formace. Budování trasy, která se vlní v neúrodné hercegovské polopouštní krajině, trvalo přes deset let. S trasováním tratě se začalo v roce 1925.
Až na konci roku 1937 informoval deník Politika že byly stavební práce ukončeny. Provoz byl poté zahájen na Petrovdan, dne 12. července 1938. V Nikšići očekávalo vlak ze Sarajeva přes několik tisíc lidí u slavnostní brány oslavující krále Petra II. Karađorđeviće a jugoslávské království. Slavnostní první vlak však přijel do Nikšiće s téměř dvouhodinovým zpožděním.
I po druhé světové válce byla železniční trať v provozu, a to až do otevření spoje mezi trati Bělehrad–Bar, která byla standardního rozchodu a mnohem modernější. To také znamenalo konec do té doby hlavního železničního spojení Černé Hory se zbytkem SFRJ. Provoz na trati Bileća–Nikšić byl ukončen dne 29. května 1976. Dodnes je těleso trati dobře patrné a zachované, včetně mostů přes řeku Trebišnjica.
V současné době probíhá diskuze o obnově části železniční tratě z Nikšiće do Trebinje a poté dále Hercegovinou.